# ノトコエルス
ノトコエルス(Notochoerus)は、イノシシ科テトラコノドン亜科の絶滅した属である。化石はアフリカ、特にウガンダやエチオピアで見つかる。

## 概要
ノトコエルスは既知のブタの仲間で最も大きく、成体は450 kgにまでなる。ニャンザコエルス属から派生したと考えられている。他のテトラコノドン亜科と同様に、オスの頭蓋骨はエナメル質が装飾的に成長する。